# Кабри (Саскачеван)
Кабри (енгл. Cabri) је урбано насеље административно организовано као варошица (од 1917) у југозападном делу канадске провинције Саскачеван. Насеље лежи на раскршћу провинцијских ауто-путева 32 и 37 на око 65 km југоисточно од града Свифт Карента и на око 60 km северније од варошице Гал Лејк. Око 13 северније од насеља протиче река Јужни Саскачеван.

## Историја
Локалитет је стално насељен почев од 1908. и развијао се као аграрни крај. Након изградње железнице интензивира се пољопривредна производња, а већ 1918. у насељу је постојало чак 9 великих силоса за жито који су се налазили дуж пруге. Межутим велика суша која је погодила ово подручје 30их година прошлог века узроковала је смањење броја фармера и напуштање великог броја имања. Међутим након Другог светског рата захваљујући опсежним мелиорационим радовима аграрна производња поново оживљава а насеље бележи пораст броја становника. У новије време у околини насеља откривена су и значајнија лежишта земног гаса. 

## Демографија
Према резултатима пописа становништва из 2011. у варошици је живело 399 становника у укупно 235 домаћинстава, што је за 9,1% мање у односу на 439 житеља колико је регистровано приликом пописа 2006. године.
| 2006. | 2011. |
| ----- | ----- |
| 439   | 399   |